# Das Forum (Film)
Das Forum ist ein deutsch-schweizerischer Dokumentarfilm aus dem Jahr 2019 über das Weltwirtschaftsforum in Davos. Seine Weltpremiere hatte der Film von Marcus Vetter am 28. Oktober 2019 als Eröffnungsfilm des 62. Internationalen Leipziger Festivals für Dokumentar- und Animationsfilm. Deutscher Kinostart war am 6. November 2019. Produziert wurde der Film von der Gebrüder Beetz Filmproduktion zusammen mit der Schweizer Dschoint Ventschr Filmproduktion AG.
Der Film begleitet den Gründer des Weltwirtschaftsforums Klaus Schwab über den Zeitraum von zwei Jahren bei den Bemühungen, seine Vision umzusetzen, den Zustand der Welt im Dialog zu verbessern. Dabei schlägt der Film kritische Töne an, wie beispielsweise die der Greenpeace-Chefin Jennifer Morgan, nimmt jedoch keine eigene Position ein.
Nach eigener Aussage wurde erstmals einem unabhängigen Filmteam gestattet, einen Blick hinter die verschlossenen Türen des Weltwirtschaftsforums zu werfen. Der Film zeigt, wie hochrangige Politiker in bilateralen Gesprächen mit Wirtschaftsführern austauschen, so Donald Trump, Emmanuel Macron, Angela Merkel, Christine Lagarde, Aung San Suu Kyi, Jair Bolsonaro, die Greenpeace-Chefin Jennifer Morgan, die Klimaaktivistin Greta Thunberg sowie die Vorstandsmitglieder beim Weltwirtschaftsforum Murat Sönmez und Dominic Waughray.
Die Erstausstrahlung im Fernsehen fand am 14. Januar 2020 20:15 Uhr auf Arte in einer auf 89 Minuten gekürzten und synchronisierten Version statt, Das Erste zeigte den Film am 20. Januar 2020 um 20:45 Uhr ebenfalls gekürzt und synchronisiert.
Der Film in voller Länge und im Originalton hatte seine Premiere auf phoenix am 24. Januar 2020 um 00:45 Uhr, gefolgt von einem Talk zum Film. Zusätzlich veröffentlichte phoenix auf seinem Youtube-Kanal am 17. Januar 2020 eine ganze Reihe an Bonusmaterial:
- "Das Forum" (Bonus): Klaus Schwab trifft Südkoreas Außenministerin Kang Kyeong-hwa[7]
- "Das Forum" (Bonus): Drohnen-Start-Up "Zipline"[8]
- "Das Forum" (Bonus): Workshop "Disruptive Technologien"[9]
- "Das Forum" (Bonus): Klaus Schwab trifft Costa Ricas Präsident Quesada[10]
- "Das Forum" (Bonus): Geschlechterparität in der Wirtschaft[11]
- "Das Forum" (Bonus): Klaus Schwab trifft internationale NGO-Vorsitzende[12]
- "Das Forum" (Bonus): Podiumsdiskussion beim International Documentary Film Festival[13]
- "Das Forum" (Bonus): 4. Industrielle Revolution[14]